# Maïma
Maïma (en russe : Майма) est un village du nord-ouest de la république de l'Altaï en fédération de Russie, deuxième localité en nombre d'habitants après la capitale, Gorno-Altaïsk. C'est le chef-lieu administratif du raïon de Maïma et de la commune rurale du même nom (qui regroupe cinq autres villages en plus de Maïma). Elle comptait 16 890 habitants en 2021. 
De par sa population, c'est le village le plus peuplé de toute la Russie.

## Géographie

### Situation

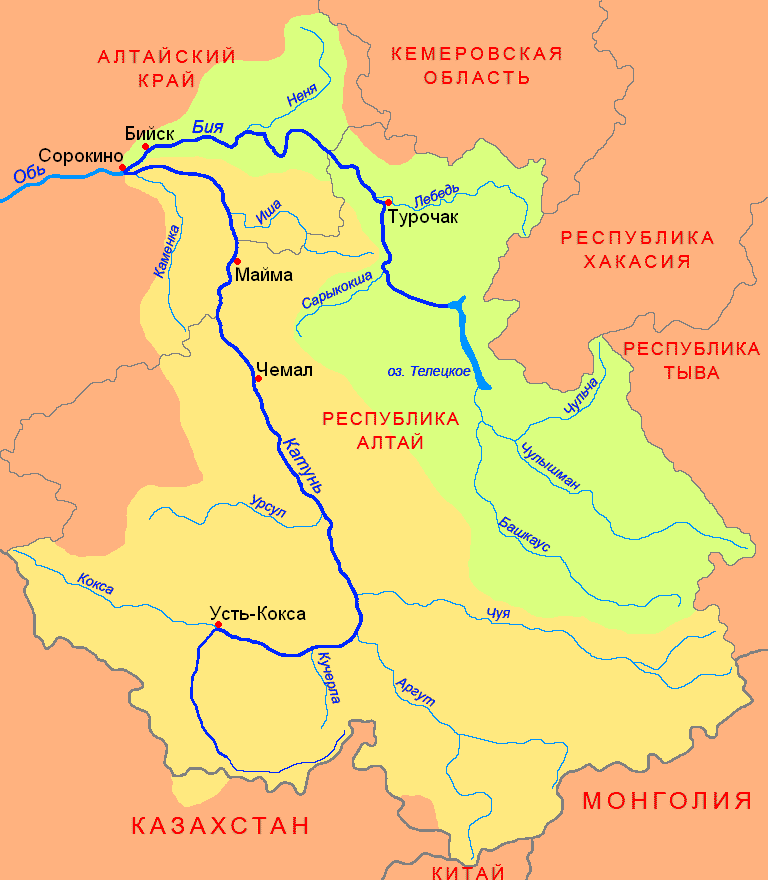
Situation de Maïma sur la rivière Katoun

Maïma se trouve au nord-ouest de la république de l'Altaï sur la rive droite de la rivière Katoun (688 km) à la confluence de celle-ci et de la rivière Maïma (54 km). C'est ici que la rivière Katoun commence à faire des méandres. C'est ici également que commence la partie montagneuse de l'autoroute de la Tchouïa, artère principale de l'Altaï. En sortant à gauche de l'autoroute, on arrive à Gorno-Altaïsk à 9 km sur la carte, mais pratiquement les deux localités se touchent, Maïma devenant une banlieue de Gorno-Altaïsk. La question est régulièrement soulevée au niveau des autorités locales d'unir Maïma à la capitale régionale.

### Localités limitrophes
Les localités limitrophes sont Platovo (kraï de l'Altaï) au nord-nord-ouest, Gorno-Altaïsk au sud-est, Karlouchka au sud-ouest et Podgornoïe au nord-ouest.
| Podgornoïe, Platovo (kraï de l'Altaï) |       |               |
|                                       | Maïma |               |
| Karlouchka                            |       | Gorno-Altaïsk |

## Histoire
D'après liste des lieux peuplés du kraï de Sibérie de 1928, le village a été fondé en 1810. Il a été fondé par des paysans russes, son nom provenant d'une tribu altaïque homonyme. Un poste missionnaire orthodoxe y est ouvert en 1834.

## Démographie
Recensements (*) et estimations de la population,,,:
| 1959* | 1970* | 1979* | 1989*  | 2002*  | 2010*  |
| ----- | ----- | ----- | ------ | ------ | ------ |
| 4 598 | 7 573 | 9 508 | 12 856 | 15 344 | 16 174 |

| 2012   | 2013   | 2014   | 2015   | 2016   | 2021*  |
| ------ | ------ | ------ | ------ | ------ | ------ |
| 16 193 | 16 399 | 16 678 | 17 300 | 17 824 | 16 890 |

## Transports
Maïma est située sur la M52 qui relie Novossibirsk à la Mongolie. Il y a un petit aérodrome local et la construction d'une gare ferroviaire est à l'étude.

## Culture
Maïma possède un petit musée minéralogique Kamni Altaïa (« les pierres de l'Altaï ») qui présente au public les roches, les fossiles et les cristaux de la région, ainsi que des pierres précieuses taillées.